# MKB-10 Poglavje V: Duševne in vedenjske motnje
| Mednarodna klasifikacija bolezni in sorodnih zdravstvenih problemov 10. popravljena izdaja | Mednarodna klasifikacija bolezni in sorodnih zdravstvenih problemov 10. popravljena izdaja | Mednarodna klasifikacija bolezni in sorodnih zdravstvenih problemov 10. popravljena izdaja     |
| Poglavje                                                                                   | Kategorije                                                                                 | Naslov                                                                                         |
| ------------------------------------------------------------------------------------------ | ------------------------------------------------------------------------------------------ | ---------------------------------------------------------------------------------------------- |
| I                                                                                          | A00-B99                                                                                    | Nekatere infekcijske in parazitske bolezni                                                     |
| II                                                                                         | C00-D48                                                                                    | Neoplazme                                                                                      |
| III                                                                                        | D50-D89                                                                                    | Bolezni krvi in krvotvornih organov in nekatere bolezni, pri katerih je udeležen imunski odziv |
| IV                                                                                         | E00-E90                                                                                    | Endokrine, prehranske in presnovne bolezni                                                     |
| V                                                                                          | F00-F99                                                                                    | Duševne in vedenjske motnje                                                                    |
| VI                                                                                         | G00-G99                                                                                    | Bolezni živčevja                                                                               |
| VII                                                                                        | H00-H59                                                                                    | Bolezni očesa in adneksov                                                                      |
| VIII                                                                                       | H60-H95                                                                                    | Bolezni ušesa in mastoida                                                                      |
| IX                                                                                         | I00-I99                                                                                    | Bolezni obtočil                                                                                |
| X                                                                                          | J00-J99                                                                                    | Bolezni dihal                                                                                  |
| XI                                                                                         | K00-K93                                                                                    | Bolezni prebavil                                                                               |
| XII                                                                                        | L00-L99                                                                                    | Bolezni kože in podkožja                                                                       |
| XIII                                                                                       | M00-M99                                                                                    | Bolezni mišično-skeletnega sistema in vezivnega tkiva                                          |
| XIV                                                                                        | N00-N99                                                                                    | Bolezni sečil in spolovil                                                                      |
| XV                                                                                         | O00-O99                                                                                    | Nosečnost, porod in poporodno obdobje                                                          |
| XVI                                                                                        | P00-P96                                                                                    | Nekatera stanja, ki izvirajo v obporodnem obdobju                                              |
| XVII                                                                                       | Q00-Q99                                                                                    | Prirojene malformacije, deformacije in kromosomske nenormalnosti                               |
| XVIII                                                                                      | R00-R99                                                                                    | Simptomi, znaki in nenormalni klinični in laboratorijski izvidi, ki niso uvrščeni drugje       |
| XIX                                                                                        | S00-T98                                                                                    | Poškodbe, zastrupitve in nekatere druge posledice zunanjih vzrokov                             |
| XX                                                                                         | V01-Y98                                                                                    | Zunanji vzroki obolevnosti in umrljivosti                                                      |
| XXI                                                                                        | Z00-Z99                                                                                    | Dejavniki, ki vplivajo na zdravstveno stanje in na stik z zdravstveno službo                   |
| XXII                                                                                       | U00-U99                                                                                    | Kode za posebno uporabo                                                                        |

Mednarodno klasifikacijo bolezni in sorodnih zdravstvenih problemov 10-ta revizija (MKB-10) objavlja Svetovna zdravstvena organizacija (WHO)..  Ta stran vsebuje MKB-10 Poglavje V: Duševne in vedenjske motnje.

## F00–F99 – Duševne in vedenjske motnje

### (F00–F09) Organske, simptomatske duševne motnje
- (F00) Demenca pri Alzheimerjevi bolezni
- (F01) Vaskularna demenca
  - (F01.1) Multiinfarktna demenca
- (F02) Demenca pri drugih boleznih, uvrščenih drugje
  - (F02.0) Demenca pri Pickovi bolezni
  - (F02.1) Demenca pri Creutzfeldt-Jakobovi bolezni
  - (F02.2) Demenca pri Huntingtonovi bolezni
  - (F02.3) Demenca pri Parkinsonovi bolezni
  - (F02.4) Demenca pri bolezni zaradi virusa človeške imunske pomanjkljivosti (HIV)
  - (F02.8) Demenca pri drugih opredeljenih bolezni, ki so uvrščene drugje
- (F03) Neopredeljena demenca
- (F04) Organski amnestični sindrom, ki ga ne povzročajo psihoaktivne snovi
- (F05) Delirij (bledež), ki ga ne povzročajo psihoaktivne snovi
- (F06) Druge duševne motnje zaradi možganske okvare in disfunkcije ter zaradi telesne bolezni
  - (F06.0) Organska halucinoza
  - (F06.1) Organska katatonska motnja
  - (F06.2) Organska blodnjava (shizofreniji podobna) motnja
  - (F06.3) Organske razpoloženjske (afektivne) motnje
  - (F06.4) Organska tesnobna (anksiozna) motnja
  - (F06.5) Organska disociativna motnja
  - (F06.6) Organska emocionalno labilna (astenična) motnja
  - (F06.7) Blaga kognitivna motnja
  - (F06.8) Druge opredeljene duševne motnje zaradi možganske okvare in disfunkcije ter zaradi telesne bolezni
  - (F06.9) Neopredeljena duševna motnja zaradi možganske okvare in disfunkcije ter zaradi telesne bolezni
    - Organski možganski sindrom BDO
- (F07) Osebnostne in vedenjske motnje zaradi možganske bolezni, poškodbe in disfunkcije
  - (F07.0) Organska osebnostna motnja
  - (F07.1) Postencefalitični sindrom
  - (F07.2) Postkonmocijski sindrom
  - (F07.8) Druge organske osebnostne in vedenjske motnje zaradi možganske bolezni, poškodbe in disfunkcije
  - (F07.9) Neopredeljena organska osebnostna in vedenjska motnja zaradi možganske bolezni, poškodbe in disfunkcije
- (F09) Neopredeljena organska ali simptomatska duševna motnja

### (F10–F19) Duševne in vedenjske motnje zaradi uživanja psihoaktivnih snovi
- Opomba: sledeča stanja se uporabljajo pri kategorijah F10–19:
  - (F1x.0) akutna zastrupitev
  - (F1x.1) škodljivo uživanje
  - (F1x.2) sindrom odvisnosti
  - (F1x.3) odtegnitveno stanje
  - (F1x.4) odtegnitveno stanje z delirijem
  - (F1x.5) psihotična motnja
  - (F1x.6) amnestični sindrom
  - (F1x.7) rezidualna ali pozno nastala psihotična motnja
  - (F1x.8) druge duševne in vedenjske motnje
  - (F1x.9) nespecifične duševne in vedenjske motnje

| Snov                                                  | F1x.0                                                   | F1x.1                  | F1x.2                                | F1x.3                              | F1x.4                                | F1x.5                | F1x.6              | F1x.7                                |
| ----------------------------------------------------- | ------------------------------------------------------- | ---------------------- | ------------------------------------ | ---------------------------------- | ------------------------------------ | -------------------- | ------------------ | ------------------------------------ |
| (F10) uživanje alkohola                               | Akutna zastrupitev z alkoholom/ Zastrupitev z alkoholom | Kronični alkoholizem   | Sindrom odvisnosti od alkohola       | Alkoholno odtegnitveno stanje      | Alkoholni delirij (delirium tremens) | Alkoholna halucinoza | Korsakovov sindrom | Alkoholna demenca                    |
| (F11) uživanje opioidov                               | Prevelik odmerek opioidov                               |                        | Sindrom odvisnosti od opioidov       |                                    |                                      |                      |                    |                                      |
| (F12) uživanje kanabinoidov                           | Kratkotrajni učinek konoplje                            |                        |                                      |                                    |                                      |                      |                    |                                      |
| (F13) uživanje sedativov ali hipnotikov               | Prevelik odmerek benzodiazepina                         | Zloraba benzodiazepina | Sindrom odvisnosti od benzodiazepina | Odtegnitveno stanje benzodiazepina |                                      |                      |                    |                                      |
| (F14) uživanje kokaina                                | Kokainska intoksikacija                                 |                        | Sindrom odvisnosti od kokaina        |                                    |                                      |                      |                    |                                      |
| (F15) uživanje drugih stimulansov, vključno kofeina   |                                                         |                        |                                      |                                    |                                      | Stimulant psihoza    |                    |                                      |
| (F16) uživanje halucinogenov                          |                                                         |                        |                                      |                                    |                                      |                      |                    | Posthalucinogenska motnja zaznavanja |
| (F17) uživanje tobaka                                 |                                                         |                        | Nikotinsko odtegnitveno stanje       |                                    |                                      |                      |                    |                                      |
| (F18) uživanje hlapljivega topila                     |                                                         |                        |                                      |                                    |                                      |                      |                    |                                      |
| (F19) uživanje več drog in drugih psihoaktivnih snovi |                                                         |                        |                                      |                                    |                                      |                      |                    |                                      |

### (F20–F29) Shizofrenija, shizotipske in blodnjave motnje
- (F20) Shizofrenija
  - (F20.0) Paranoidna shizofrenija
  - (F20.1) Hebefrenska shizofrenija
  - (F20.2) Katatonska shizofrenija
  - (F20.3) Nediferencirana shizofrenija
  - (F20.4) Postshizofrenska depresija
  - (F20.5) Rezidualna shizofrenija
  - (F20.6) Enostavna shizofrenija
  - (F20.8) Druge vrste shizofrenija
    - Cenestetična shizofrenija
    - Shizofreniformna motnja BDO
    - Shizofreniformna psihoza BDO

  - (F20.9) Shizofrenija, neopredeljena
- (F21) Shizotipska motnja
- (F22) Trajne blodnjave motnje
  - (F22.0) Blodnjava motnja
    - Paranoja
    - Paranoidna psihoza
    - Paranoidno stanje
    - Parafrenija (kasna)

  - (F22.8) Druge trajne blodnjave motnje
    - Blodnjava dismorfofobija
    - Involutivno paranoidno stanje
    - Kverulantska paranoja

  - (F22.9) Trajna blodnjava motnja, neopredeljena
- (F23) Akutne in prehodne psihotične motnje
  - (F23.0) Akutna polimorfna psihotična motnja brez simptomov shizofrenije
  - (F23.1) Akutna polimorfna psihotična motnja s simptomi shizofrenije
  - (F23.2) Akutna shizofreniji podobna motnja
  - (F23.3) Druge akutne pretežno blodnjave psihotične motnje
  - (F23.8) Druge akutne in prehodne psihotične motnje
  - (F23.9) Akutna in prehodna psihotična motnja, neopredeljena
    - Kratka reaktivna psihoza BDO
    - Reaktivna psihoza
- (F24) Inducirana blodnjava motnja
  - Inducirana blodnjavost (folie à deux)
  - Inducirana paranoidna motnja
  - Inducirana psihotična motnja
- (F25) Shizoafektivne motnje
  - (F25.0) Shizoafektivna motnja, manični tip
  - (F25.1) Shizoafektivna motnja, depresivni tip
  - (F25.2) Shizoafektivna motnja, mešani tip
  - (F25.8) Druge shizoafektivne motnje
  - (F25.9) Shizoafektivna motnja, neopredeljena
- (F28) Druge neorganske psihotične motnje
  - Kronična halucinatorna psihoza
- (F29) Neopredeljena neorganska psihoza

### (F30–F39)Razpoloženjske (afektivne) motnje
- (F30) Manična epizoda
  - (F30.0) Hipomanija
  - (F30.1) Manija brez psihotičnih simptomov
  - (F30.2) Manija s psihotičnimi simptomi
  - (F30.8) Druge manične epizode
  - (F30.9) Manična epizoda, neopredeljena
- (F31) Bipolarna afektivna motnja
  - (F31.0) Bipolarna afektivna motnja, trenutna epizoda je hipomanična
  - (F31.1) Bipolarna afektivna motnja, trenutna epizoda je manična brez psihotičnih simptomov
  - (F31.2) Bipolarna afektivna motnja, trenutna epizoda je manična s psihotičnimi simptomi
  - (F31.3) Bipolarna afektivna motnja, trenutna epizoda je blaga ali zmerna depresija
  - (F31.4) Bipolarna afektivna motnja, trenutna epizoda je huda depresija brez psihotičnih simptomov
  - (F31.5) Bipolarna afektivna motnja, trenutna epizoda je huda depresija s psihotičnimi simptomi
  - (F31.6) Bipolarna afektivna motnja, trenutna mešana epizoda
  - (F31.7) Bipolarna afektivna motnja, trenutno v remisiji
  - (F31.8) Druge bipolarne afektivne motnje
    - Bipolarna motnja II
    - Ponavljajoče se manične epizode BDO

  - (F31.9) Bipolarna afektivna motnja, neopredeljena
- (F32) Depresivna epizoda
  - (F32.0) Blaga depresivna epizoda
  - (F32.1) Zmerna depresivna epizoda
  - (F32.2) Huda depresivna epizoda brez psihotičnih simptomov
  - (F32.3) Huda depresivna epizoda s psihotičnimi simptomi
  - (F32.8) Druge depresivne epizode
    - Atipična depresija
    - Posamezne epizode "larvirane" depresije BDO

  - (F32.9) Depresivna epizoda, neopredeljena
- (F33) Ponavljajoča se depresivna motnja
  - (F33.0) Ponavljajoča se depresivna motnja, trenutna epizoda je blaga
  - (F33.1) Ponavljajoča se depresivna motnja, trenutna epizoda je zmerna
  - (F33.2) Ponavljajoča se depresivna motnja, trenutna epizoda je huda brez psihotičnih simptomov
  - (F33.3) Ponavljajoča se depresivna motnja, trenutna epizoda je huda s psihotičnimi simptomi
  - (F33.4) Ponavljajoča se depresivna motnja, trenutno v remisiji
  - (F33.8) Druge ponavljajoče se depresivne motnje
  - (F33.9) Ponavljajoča se depresivna motnja, neopredeljena
    - Monopolarna depresija BDO
- (F34) Trajne razpoloženjske (afektivne) motnje
  - (F34.0) Ciklotimija
  - (F34.1) Distimija
  - (F34.8) Druge trajne razpoloženjske motnje
  - (F34.9) Trajna razpoloženjska motnja, neopredeljena
- (F38) Druge razpoloženjske (afektivne) motnje
  - (F38.0) Druge izolirane razpoloženjske (afektivne) motnje
    - Mešana afektivna epizoda

  - (F38.1) Druge ponavljajoče se razpoloženjske (afektivne) motnje
    - Ponavljajoče se kratke depresivne epizode

  - (F38.8) Druge opredeljene razpoloženjske (afektivne) motnje
- (F39) Neopredeljena razpoloženjska (afektivne) motnja
  - Afektivna psihoza BDO

### (F40–F48)Nevrotske,stresneinsomatoformne motnje
- (F40) Fobične anksiozne motnje
  - (F40.0) Agorafobija
  - (F40.1) Socialne fobije
    - Antropofobija
    - Socialna nevroza

  - (F40.2) Specifične (izolirane) fobije
    - Akrofobija
    - Živalske fobije
    - Klavstrofobija
    - Navadna fobija

  - (F40.8) Druge fobične anksiozne motnje
  - (F40.9) Fobična anksiozna motnja, neopredeljena
    - Fobija BDO
    - Fobično stanje BDO
- (F41) Druge anksiozne motnje
  - (F41.0) Panična motnja (epizodična paroksizmalna anksioznost)
  - (F41.1) Generalizirana anksiozna motnja
  - (F41.2) Mešana anksiozna in depresivna motnja
    - Anksiozna depresija (blaga ali začasna)

  - (F41.3) Druge mešane anksiozne motnje
  - (F41.8) Druge specializirane anksiozne motnje
    - Anksiozna histerija

  - (F41.9) Anksiozna motnja, neopredeljena
    - Anksioznost BDO
- (F42) Obsesivno-kompulzivna motnja
- (F43) Reakcija na hud stres in prilagoditvene motnje
  - (F43.0) Akutna stresna reakcija
  - (F43.1) Posttravmatska stresna motnja
  - (F43.2) Prilagoditvena motnja
- (F44) Disociativne (konverzivne) motnje
  - (F44.0) Disociativna amnezija
  - (F44.1) Disociativna fuga
  - (F44.2) Disociativni stupor
  - (F44.3) Stanje transa in motnje obsedenosti
  - (F44.4) Disociativne motorične motnje
  - (F44.5) Disociativne konvulzije
  - (F44.6) Disociativna anestezija in izguba senzibilnosti
  - (F44.7) Mešane disociativne (konverzivne) motnje
  - (F44.8) Druge disociativne (konverzivne) motnje
    - Ganserjev sindrom
    - Multipla osebnost

  - (F44.9) Disociativna (konverzivna) motnja, neopredeljena
- (F45) Somatoformne motnje
  - (F45.0) Somatizacijska motnja
    - Briquetova motnja
    - Multipla psihosomatska motnja

  - (F45.1) Nediferencirana somatoformna motnja
  - (F45.2) Hipohondrična motnja
    - Telesno-dismorfična motnja
    - Dismorfofobija (neblodnjava)
    - Hipohondrična nevroza
    - Hipohondriaza
    - Nozofobija

  - (F45.3) Somatoformna avtonomna disfunkcija
    - Srčna nevroza
    - Da Costov sindrom
    - Gastrična nevroza
    - Nevrocirkulatorna astenija

  - (F45.4) Trajna somatoformna bolečinska motnja
    - Psihalgija

  - (F45.8) Druge somatoformne motnje
    - Škrtanje z zobmi

  - (F45.9) Somatoformna motnja, neopredeljena
- (F48) Druge nevrotske motnje
  - (F48.0) Nevrastenija
  - (F48.1) Sindrom depersonalizacije-derealizacije
  - (F48.8) Druge opredeljne nevrotske motnje
    - Dhatov sindrom
    - Zaposlitvena nevroza, ki vključuje grafospazem
    - Psihastenija
    - Psihastenična nevroza
    - Psihogena sinkopa

  - (F48.9) Nevrotska motnja, neopredeljena
    - Nevroza BDO

### (F50–F59) Vedenjski simptomi, povezani sfiziološkimi motnjamiin telesnimi dejavniki
- (F50) Motnje prehranjevanja
  - (F50.0) Nervozna anoreksija (anorexia nervosa, živčno hujšanje)
  - (F50.1) Atipična nervozna anoreksija
  - (F50.2) Bulimija (bulimia nervosa)
  - (F50.3) Atipična bulimija
  - (F50.4) Preobjedanje, povezano z drugimi psihološkimi motnjami
  - (F50.5) Bruhanje, povezano z drugimi psihološkimi motnjami
  - (F50.8) Druge motnje prehranjevanja
    - Pica pri odraslih
    - Psihogena izguba apetita

  - (F50.9) Motnja hranjenja, neopredeljena
- (F51) Neorganske motnje spanja
  - (F51.0) Neorganska nesprečnost
  - (F51.1) Neorganska hipersomnija
  - (F51.2) Neorganska motnja razporeditve spanja in budnosti
  - (F51.3) Hoja v spanju(somnambulizem)
  - (F51.4) Nočni strahovi(pavor nocturnus)
  - (F51.5) Nočne more
- (F52) Spolna disfunkcija, ki je ne povzroča organska motnja ali bolezen
  - (F52.0) Pomajkanje ali izguba spolne želje
    - Frigidnost
    - Hipoaktivna spolna želja

  - (F52.1) Seksualna averzija in pomanjkanje seksualnega uživanja
    - Anhedonija (seksualna)

  - (F52.2) Neuspešnost genitalnega odziva
    - Motnja seksualnega vzburjenja pri ženski
    - Erektilna motnja pri moškem
    - Psihogena impotenca

  - (F52.3) Orgazmična disfunkcija
    - Zavrti orgazem (moški)(ženski)
    - Psihogena anorgazmija

  - (F52.4) Prezgodnja ejakulacija
  - (F52.5) Neorganski vaginizem
  - (F52.6) Neorganska disparevnija
  - (F52.7) Prekomerni spolni nagon
  - (F52.8) Druge vrste spolna disfunkcija, ki je ne povzroča organska motnja ali bolezen
  - (F52.9) Neopredeljena spolna disfunkcija, ki je ne povzroča organska motnja ali bolezen
- (F53) Duševne in vedenjske motnje, povezane s poporodnim obdobjem, ki niso uvrščene drugje
  - (F53.0) Blage duševne in vedenjske motnje, povezane s poporodnim obdobjem, ki niso uvrščene drugje
    - Postnatalna depresija BDO
    - Postpartalna depresija BDO

  - (F53.1) Hujše duševne in vedenjske motnje, povezane s poporodnim obdobjem, ki niso uvrščene drugje
    - Poporodna psihoza BDO
- (F54) Psihološki in vedenjski dejavniki, povezani z motnjami in boleznimi, uvrščenimi drugje
- (F55) Zloraba snovi, ki ne ustvarjajo odvisnosti
- (F59) Neopredeljeni vedenjski sindromi, povezani s fiziološkimi motnjami in telesnimi dejavniki

### (F60–F69) Motnje osebnosti in vedenja v odrasli dobi
- (F60) Specifične osebnostne motnje
  - (F60.0) Paranoidna osebnostna motnja
  - (F60.1) Shizoidna osebnostna motnja
  - (F60.2) Disocialna osebnostna motnja
    - Antisocialna osebnostna motnja

  - (F60.3) Čustveno neuravnovešena osebnostna motnja
    - Borderline osebnostna motnja

  - (F60.4) Histrionična osebnostna motnja
  - (F60.5) Anankastična osebnostna motnja
    - Obsesivno-kompulzivna osebnostna motnja

  - (F60.6) Bojazljivostna (izmikajoča se) osebnostna motnja
  - (F60.7) Odvisnostna osebnostna motnja
  - (F60.8) Druge opredeljene osebnostne motnje
    - Ekscentrična osebnostna motnja
    - Osebnostna motnja tipa "haltlos"
    - Nezrela osebnostna motnja
    - Narcistična osebnostna motnja
    - Pasivno-agresivna osebnostna motnja
    - Psihonevrotska osebnostna motnja

  - (F60.9) Osebnostna motnja, neopredeljena 
    - Karakterna nevroza BDO
    - Patološka nevroza BDO
- (F61) Mešane in druge osebnostne motnje
- (F62) Trajne osebnostne spremembe, ki jih ni mogoče pripisati možganski poškodbi in bolezni
  - (F62.0) Trajna osebnostna spremenjenost po katastrofični izkušnji
  - (F62.0) Trajna osebnostna spremenjenost po duševni bolezni
  - (F62.0) Druge trajne osebnostne spremenjenosti
    - Osebnostni sindrom kronične bolečine

  - (F62.0) Trajna osebnostna spremenjenost, neopredeljena
- (F63) Motnje navad in nagibov
  - (F63.0) Patološko hazardiranje
  - (F63.1) Patološko požiganje (piromanija)
  - (F63.2) Patološka kraja (kleptomanija)
  - (F63.3) Trihotilomanija
- (F64) Motnje spolne identitete
  - (F64.0) Transseksualizem
  - (F64.1) Transvestizem kot dvojna vloga
  - (F64.2) Motnja spolne identitete v otroštvu
- (F65) Motnje spolne preference
  - (F65.0) Fetišizem
  - (F65.1) Fetišistični transvestizem
  - (F65.2) Ekshibicionizem
  - (F65.3) Voajerizem
  - (F65.4) Pedofilija
  - (F65.5) Sadomazohizem
  - (F65.6) Multiple motnje spolne preference
  - (F65.8) Druge motnje spolne preference
    - Froterstvo
    - Nekrofilija
- (F66) Psihološke in vedenjske motnje, povezane s spolnim razvojem in naravnanostjo
  - (F66.0) Motnja spolnega zorenja
  - (F66.1) Egodistonična spolna orientacija
  - (F66.2) Motnja v spolnem razmerju
  - (F66.8) Druge motnje psihoseksualnega razvoja
  - (F66.9) Psihoseksualna razvojna motnja, neopredeljena
- (F68) Druge motnje osebnosti in vedenja v odrasli dobi
  - (F68.0) Poudarjanje telesnih znakov zaradi psiholoških vzrokov
  - (F68.1) Namerno ustvarjanje ali hlinjenje simptomov ali funkcionalnih prizadetosti, bodisi telesnih ali psihičnih  (factitiponarejena motnja)
    - Munchausenov sindrom
    - Potujoči pacient

  - (F68.8) Druge opredeljene motnje odrasle osebnosti in vedenja v odrasli dobi
- (F69) Neopredeljene motnje osebnosti in vedenja v odrasli dobi

### (F70–F79) Duševna manjrazvitost (mentalna retardacija)
- (F70) Blaga duševna manjrazvitost
- (F71) Zmerna duševna manjrazvitost
- (F72) Huda duševna manjrazvitost
- (F73) Globoka duševna manjrazvitost
- (F78) Druge duševne manjrazvitosti
- (F79) Neopredeljena duševna manjrazvitost

### (F80–F89) Motnje duševnega (psihološkega) razvoja
- (F80) Specifične razvojne motnje pri govorjenju in jezikovnem izražanju
  - (F80.0) Specifična motnja pri artikulaciji govora
    - Dislalija
    - Elkanje

  - (F80.1) Ekspresina jezikovna motnja
  - (F80.2) Receptivna jezikovna motnja
    - Wernickejeva afazija
    - Besedna gluhost

  - (F80.3) Pridobljena afazija z epilepsijo (Landau-Kleffner)
  - (F80.8) Druge specifične razvojne motnje pri govorjenju in jezikovnem izražanju
    - Šešljanje

  - (F80.9) Specifična razvojna motnja pri govorjenju in jezikovnem izražanju, neopredeljena
- (F81) Specifične razvojne motnje pri šolskih veščinah
  - (F81.0) Specifična motnja branja
    - Razvojna disleksija

  - (F81.1) Specifična motnja pisanja
  - (F81.2) Specifična motnja računanja
    - Razvojna ackalkulija
    - Gerstmannov sindrom

  - (F81.3) Mešane motnje pri šolskih veščinah
  - (F81.8) Druge razvojne motnje pri šolskih veščinah
  - (F81.9) Specifična razvojna motnja pri šolskih veščinah, neopredeljena
    - Nesposobnost pridobivanja znanja BDO
    - Nesposobnost učenja BDO
- (F82) Specifična razvojna motnja motoričnih funkcij
  - Razvijna dispraksija
  - Sindrom okornega otroka
- (F83) Mešane specifične razvojne motnje
- (F84) Pervazivne razvojne motnje
  - (F84.0) Avtizem v otroštvu
  - (F84.1) Atipični avtizem
  - (F84.2) Rettov sindrom
  - (F84.3) Druge vrste dezintegrativna motnja v otroštvo
  - (F84.4) Hiperaktivna motnja povezana z duševno manjrazvitostjo in stereotipnimi gibi
    - Dementia infantilis
    - Hellerjev sindrom
    - Simbiotična psihoza

  - (F84.5) Aspergerjev sindrom
- (F88) Druge motnje duševnega (psihološkega) razvoja
  -     - Razvojna agnozija
- (F89) Neopredeljena motnja duševnega (psihološkega) razvoja
  - Razvojna motnja BDO

### (F90–F98)Vedenjske in čustvene motnje, ki se začnejo navadno v otroštvu in adolescenci
- (F90) Hiperkinetične motnje
  - (F90.0) Motnja aktivnosti in pozornosti
  - (F90.1) Hiperkinetična motnja vedenja
  - (F90.8) Druge hiperkinetične motnje
  - (F90.9) Hiperkinetična motnja, neopredeljena
- (F91) Motnje vedenja
  - (F91.0) Motnja vedenja, omejena na družinski okvir
  - (F91.1) Nesocializirana motnja vedenja
  - (F91.2) Socializirana motnja vedenja
  - (F91.3) Opozicionalno kljubovalno vedenje
  - (F91.8) Druge motnje vedenja
  - (F91.9) Motnja vedenja, neopredeljena
- (F92) Mešane motnje vedenja in čustvovanja
  - (F92.0) Depresivna motnja vedenja
  - (F92.8) Druge mešane motnje vedenja in čustvovanja
  - (F92.9) Mešana motnja vedenja in čustvovanja, neopredeljena
- (F93) Čustvene motnje, za katere je značilno, da se začnejo v otroštvu
  - (F93.0) Ločitvena tesnoba v otroštvu
  - (F93.1) Fobična tesnoba v otroštvu
  - (F93.2) Socialna tesnoba v otroštvu
  - (F93.3) Rivaliteta sorojencev kot motnja
  - (F93.8) Druge čustvene motnje v otroštvu
    - Identitna motnja
    - Motnja pretirane anaksioznosti

  - (F93.9) Čustvena motnja v otroštvu, neopredeljena
- (F94 Motnje socialnega funkcioniranja, za katere je značilno, da se začnejo v otroštvu in adolescenci
  - (F94.0) Elektivni mutizem
  - (F94.1) Reaktivna motnja pri navezovanju odnosov v otroštvu
  - (F94.2) Razvrtost pri navezovanju odnosov v otroštvu
    - Brezčutna psihopatija
    - Institucionalni sindrom

  - (F94.8) Druge motnje socialnega funkcioniranja  v otroštvu
  - (F94.9) Motnja socialnega funkcioniranja  v otroštvu, neopredeljena
- (F95) Tiki
  - (F95.0) Prehodni tik
  - (F95.1) Kronični motorni ali glasovni tik
  - (F95.2) Kombinirani glasovni in multipli motorični tik (de la Tourette)
  - (F95.8) Drugi tiki
  - (F95.9) Tik, neopredeljen
- (F98) Druge vedenjske in čustvene motnje, ki se začnejo navadno v otroštvu in adolescenci
  - (F98.0) Uhajanje vode (enureza) neorganskega izvora
  - (F98.1) Uhajanje blata (enkopreza) neorganskega izvora
  - (F98.2) Motnja hranjenja v detinstvu in otroštvu
  - (F98.3) Pica v detinstvu in otroštvu
  - (F98.4) Motnje stereotipnega gibanja
  - (F98.5) Jecljanje
  - (F98.6) Prehitevajoče govorjenje
  - (F98.8) Druge specifične vedenjske in čustvene motnje, ki se začnejo navadno v otroštvu in adolescenci
    - Pomanjkanje pozornosti brez hiperaktivnosti
    - Ekscesivna masturbacija
    - Grizenje nohtov
    - Vrtanje po nosu
    - Sesanje palca

  - (F98.9) Neopredeljene vedenjske in čustvene motnje, ki se začnejo navadno v otroštvu in adolescenci

### (F99) Neopredeljena duševna motnja
- (F99) Duševna motnja, ki ni opredeljena drugje